# Отруйні речовини нервово-паралітичної дії
Нервово-паралітичні бойові отруйні речовини або фосфорорганічні отруйні речовини (ФОР, англ. nerve agent), також відомі, як нервово-паралітичні гази, хоча ці хімічні сполуки перебувають у рідкому стані при кімнатній температурі.

## Основні параметри
Належать до класу фосфоровмісних органічних речовин (органофосфати), які специфічно порушують нормальне функціонування нервової системи з появою судом, що переходять у параліч. Ці речовини порушують механізми, за допомогою яких нерви передають повідомлення до органів. Порушення викликається блокуванням ферменту ацетилхолінестерази, який зазвичай зменшує активність нейромедіатора ацетилхоліну.
Головними представниками цієї групи є зарин, зоман i V-гази (Vx).
Як хімічну зброю, Організація Об'єднаних Націй класифікує їх як зброю масового знищення відповідно до резолюції ООН 687 (прийнятої у квітні 1991 року). Їхнє виробництво та накопичення запасів було заборонено Конвенцією про хімічну зброю 1993 року, Конвенція про хімічну зброю офіційно набрала чинності 29 квітня 1997 року.
Отруєння нервово-паралітичною речовиною призводить до сильного слиновиділення, звуження зіниць, судом, мимовільного сечовипускання, дефекації та смерті від задухи, коли втрачається контроль над дихальними м'язами. Деякі нервово-паралітичні отруйні речовини легко випаровуються, інші — спеціально розпиляються, основний шлях в організм пролягає через дихальну систему. Нервово-паралітичні речовини можуть також проникати в організм через шкіру.

## Біологічні ефекти
Нервово-паралітичні ОР порушують роботу нервової системи людського тіла. Всі вони діють однаково: переривають процеси деактивації нейротрансмітерів, так, що сигнал м'язам скорочуватися поступає постійно, не даючи їм спочинку.
Першими симптомами після впливу нервово-паралітичної ОР (наприклад, зарину) є нежить, стиснення в грудях і звуження зіниць. Незабаром після цього, у потерпілого гіршає дихання, з'являється нудота та слинотеча. Жертва поступово продовжує втрачати контроль над власним тілом, можливі мимовільна слинотеча, сильне сльозовиділення, мимовільного сечовипускання, дефекації, біль у животі та блювота. На останньому етапі постраждалий починає сіпатися, впадає в коматозний стан і задихається внаслідок конвульсивних спазмів.
Вплив нервово-паралітичних ОР дуже тривалий і кумулятивний (збільшується на послідовних експозиціях), тому люди, що залишилися в живих після отруєння майже завжди страждають від хронічних неврологічних ушкоджень.

### Механізм дії
При нормальному функціонуванні — стимуляція рухового нерва (мотонейрона) звільняє нейромедіатор ацетилхолін, який передає імпульс до м'язів або органу. Після того як імпульс передався, фермент ацетилхолінестераза відразу ж блокує ацетилхолін, щоб м'язи або орган, розслабилися.
Отруйна речовина нервово-паралітичної дії порушує функціонування нервової системи, пригнічуючи функцію ацетилхолінестерази, утворюючи ковалентні зв'язки з ферментом у місці, де зазвичай проходить гідроліз ацетилхолін. Структури комплексів зоману з ацетилхолінестеразою були знайдені методом рентгенівської кристалографії. (PDB коди: 2wfz, 2wg0, 2wg1, та 1som). Механізм дії зомана видно на прикладі 2wfz. Результатом є те, що ацетилхолін продовжує діяти так, що будь-які нервові імпульси безперервно передаються і м'язові скорочення не припиняться.
Подібні процеси відбувається на рівнях залоз та органів, в результаті неконтрольована слинотеча, сльозотеча і надмірна кількість слизу з носа.

### Антидоти
Атропін та подібні антихолінергічні наркотики можна використовувати як протиотруту до нервово-паралітичних речовин, оскільки вони блокують рецептори ацетилхоліну, але вони отруйні самі по собі. (Деякі синтетичні антихолінергічні, препарати, наприклад біперіден, може протидіяти симптомам отруєння краще, ніж атропін, оскільки вони проходять через гематоенцефалічний бар'єр без перешкод.) Атропін, що використовується на місцях військовослужбовцями часто завантажений в автоін'єктор, для зручності використання в стресових умовах.
Пралідоксім хлорид, знаний як 2-PAM хлорид, також використовується як протиотрута. Замість протидії першим наслідкам нервово-паралітичної отрути на нервову систему, як атропін, Пралідоксім хлорид реактивізує отруйний фермент ацетилхолінестеразу, очищуючи від фосфору та звільняючи функціональні гідроксильні групи ферменту. Хоча він безпечніший у використанні, але займає більше часу, щоб подіяти.

## Класифікація

### Серія G
Серія G була названа так, тому що вперше її синтезували науковці Німеччини (англ. Germany). Всі сполуки в цьому класі були відкриті й синтезовані під час або одразу після Другої світової війни, на чолі з доктором Герхардом Шрадером.
Ця серія є першою і найстарішою у сім'ї нервово-паралітичних ОР. Першою ОР нервово-паралітичної дії був синтезований GA (табун) в 1936 році. GB (зарин) було виявлено у 1939, а потім GD (зоман) в 1944 році й, нарешті, складніший GF (циклозарин) у 1949 році.

### Серія V
У 1952 році над вивченням класу складних органофосфатів одночасно працювали кілька дослідників. Доктор Ларс-Ерік Таммелін трудився над цією темою для Шведського дослідницького інституту захисту, і зі зрозумілих причин його роботи не публікувалися. Дж. Ф. Ньюман і Ранажіт Гош, хіміки дослідної лабораторії захисту полів компанії Imperial Chemical Industries, так само працювали в цьому напрямку і виявили високу ефективність речовин класу складних органофосфатів як пестицидів.
У 1954 році одну з речовин цього класу ICI випустила на ринок під торговою назвою Amiton, але продукт був тут же відкликаний через високу токсичність. Токсичність Амітона не залишилася непоміченою військовими, і зразки речовин були відправлені у дослідний парк Портон-Даун, Велика Британія. По завершенні дослідження ряд речовин цього класу склав нову групу нервово-паралітичних отруйних речовин — V-агенти, Амітон же отримав назву VG.
V-серія це друга сім'я нервово-паралітичних ОР що містить п'ять відомих членів: VE, VG, VM, VR та VX. Найбільш вивчений член в цій родині, VX, був синтезований у 1950-х роках у Портон Даун, Велика Британія. Інші члени у цій серії не були досконало вивчені й відомості про них обмежені. Відомо, однак, що V-серія приблизно в 10 разів більш токсична, ніж зарин (GB).
Вся V-серія належить до стійких, це означає, що її члени не схильні до розкладання, їх важко змити й вони можуть залишатися на одязі та інших поверхнях протягом тривалого часу. Можуть бути використанні для розпилення на досить великій території, щоб обмежити пересування сил супротивника. Консистенція всіх членів V-серії схожа на масло, як наслідок, головний шлях до організму для них пролягає через шкіру.

### Новичок
рос. Новичок (укр. новачок) — сімейство фосфорорганічних (карбонімідичні галогеніди фосфору) отруйних речовин (серії А). Належить до четвертого покоління бойових отруйних речовин, створені в Радянському Союзі. Роботи над ними розпочалась в 1960-ті роки та тривали аж до 1990-тих років в рамках програми «Фоліант». У відкритих джерелах доступно мало інформації. Відомо про виготовлення декількох тисяч тон речовини для випробувань, однак інформації про їхнє накопичення на складах у Радянському Союзі відсутня. Так само відсутня інформація про бойове застосування.
Отруйні речовини класу «новичок» прямо не згадані в Конвенції про хімічну зброю, проте через надзвичайно високу отруйність та відсутність іншого практичного використання підпадають під загальні розділи Конвенції.
Інформація про отруйну дію на людину сполук «новичок» у відкритих джерелах відсутня. Однак, наявна інформація дозволяє стверджувати, що за оптимальних умов «новичок» у 5-10 разів отруйніший за агент VX.
5 березня 2018 року у Великій Британії госпіталізували з серйозним отруєнням колишнього шпигуна Сергія Скрипаля, який в 1990-х і початку 2000-х передавав Лондону дані про російських розвідників, які працювали під прикриттям в Європі. Британська влада заявила, що вони були отруєні нервово-паралітичною речовиною «Новачок», у Москві звинувачення відкидають.